# جي. دنيس أوبراين
جي. دنيس أوبراين (بالإنجليزية: G. Dennis O'Brien) هو مدرس أمريكي، ولد في 21 فبراير 1931.